# 永安街道 (徐州市)
永安街道，是中华人民共和国江苏省徐州市泉山区下辖的一个乡镇级行政单位。

## 行政区划
永安街道下辖以下地区：
西南村社区、永安社区、西村社区、苏园社区、纺东社区、建南社区、建煤社区、余窑社区、纺南社区、北村社区、银湖社区、关庄社区、吴庄社区和荣景社区。